# آبوویان
آبوویان (به ارمنی: Աբովյան) یک شهر در ارمنستان است که در استان کوتایک واقع شده‌است. این شهر در ۱۰ کیلومتری شمال شرقی ایروان واقع شده‌است.
آبوویان ۱۱ کیلومتر مربع مساحت و ۴۳٬۴۹۵ نفر جمعیت دارد و ۱٬۴۵۰ متر بالاتر از سطح دریا واقع شده‌است.

## تاریخچه

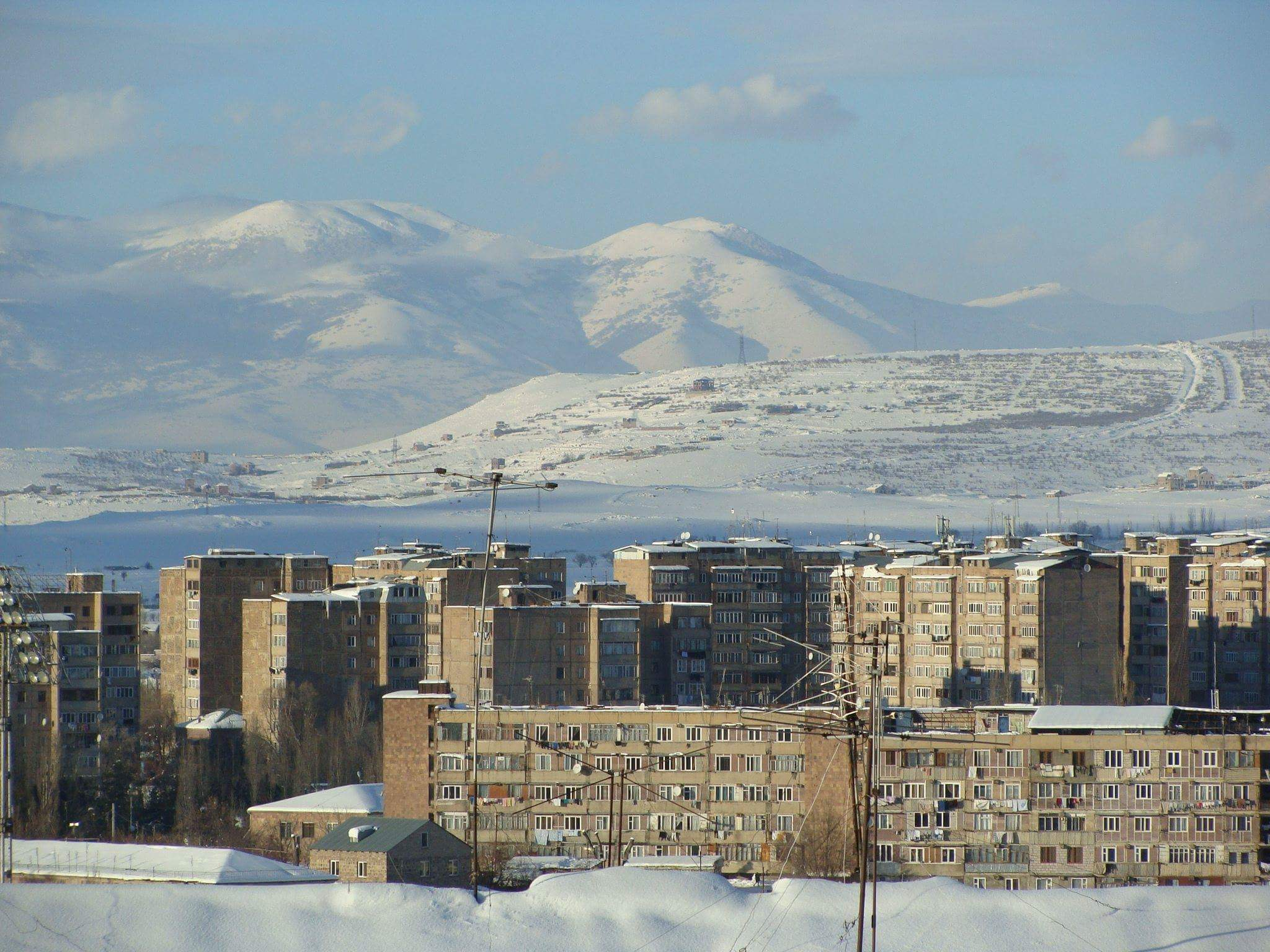
آبوویان در زمستان

## جغرافیا و آب و هوا
| داده‌های اقلیم Abovyan   | داده‌های اقلیم Abovyan | داده‌های اقلیم Abovyan | داده‌های اقلیم Abovyan | داده‌های اقلیم Abovyan | داده‌های اقلیم Abovyan | داده‌های اقلیم Abovyan | داده‌های اقلیم Abovyan | داده‌های اقلیم Abovyan | داده‌های اقلیم Abovyan | داده‌های اقلیم Abovyan | داده‌های اقلیم Abovyan | داده‌های اقلیم Abovyan | داده‌های اقلیم Abovyan |
| ماه                     | ژانویه                | فوریه                 | مارس                  | آوریل                 | مه                    | ژوئن                  | ژوئیه                 | اوت                   | سپتامبر               | اکتبر                 | نوامبر                | دسامبر                | سال                   |
| ----------------------- | --------------------- | --------------------- | --------------------- | --------------------- | --------------------- | --------------------- | --------------------- | --------------------- | --------------------- | --------------------- | --------------------- | --------------------- | --------------------- |
| میانگین بیش‌ترین °C (°F) | ۳۳٫۱ (۱)              | ۳۵٫۶ (۲)              | ۴۵٫۷ (۸)              | ۵۷٫۷ (۱۴)             | ۶۷٫۱ (۱۹)             | ۷۵٫۲ (۲۴)             | ۸۲٫۲ (۲۸)             | ۸۱٫۷ (۲۸)             | ۷۵٫۰ (۲۴)             | ۶۳٫۳ (۱۷)             | ۴۹٫۶ (۱۰)             | ۳۷٫۸ (۳)              | ۵۸٫۶۷ (۱۴٫۸)          |
| میانگین کم‌ترین °C (°F)  | ۱۶٫۷ (−۸)             | ۱۸٫۹ (−۷)             | ۲۷٫۳ (−۳)             | ۳۶٫۵ (۳)              | ۴۴٫۲ (۷)              | ۵۰٫۵ (۱۰)             | ۵۶٫۷ (۱۴)             | ۵۶٫۵ (۱۴)             | ۴۸٫۲ (۹)              | ۳۹٫۶ (۴)              | ۳۰٫۹ (−۱)             | ۲۲٫۵ (−۵)             | ۳۷٫۳۸ (۳٫۱)           |
| بارندگی میلی‌متر (اینچ)  | ۰٫۷۱ (۲۰)             | ۰٫۸۷ (۲۰)             | ۱٫۱۸ (۳۰)             | ۱٫۸۱ (۵۰)             | ۲٫۸۰ (۷۰)             | ۲٫۰۹ (۵۰)             | ۱٫۲۲ (۳۰)             | ۰٫۹۸ (۲۰)             | ۰٫۸۷ (۲۰)             | ۱٫۳۴ (۳۰)             | ۱٫۰۲ (۳۰)             | ۰٫۷۱ (۲۰)             | ۱۵٫۶ (۳۹۰)            |
| [ نیازمند منبع ]        |                       |                       |                       |                       |                       |                       |                       |                       |                       |                       |                       |                       |                       |

### جمعیت
براساس سرشماری سال ۲۰۱۱ آبوویان پنجمین شهر پرجمعیت ارمنستان محسوب می‌شود.
| Year       | ۱۸۷۳ | ۱۸۹۷ | ۱۹۲۶ | ۱۹۳۹  | ۱۹۵۹  | ۱۹۷۰   | ۱۹۷۳   | ۱۹۷۶   | ۱۹۸۹   | ۲۰۰۱   | ۲۰۰۴   | ۲۰۱۱   |
| Population | ۳۶۰  | ۵۴۸  | ۸۹۷  | ۱٬۰۲۴ | ۲٬۲۸۹ | ۱۴٬۷۰۰ | ۲۸٬۵۰۰ | ۳۸٬۴۰۰ | ۵۸٬۶۷۱ | ۴۴٬۵۹۶ | ۴۴٬۸۰۰ | ۴۳٬۴۹۵ |

## مذهب

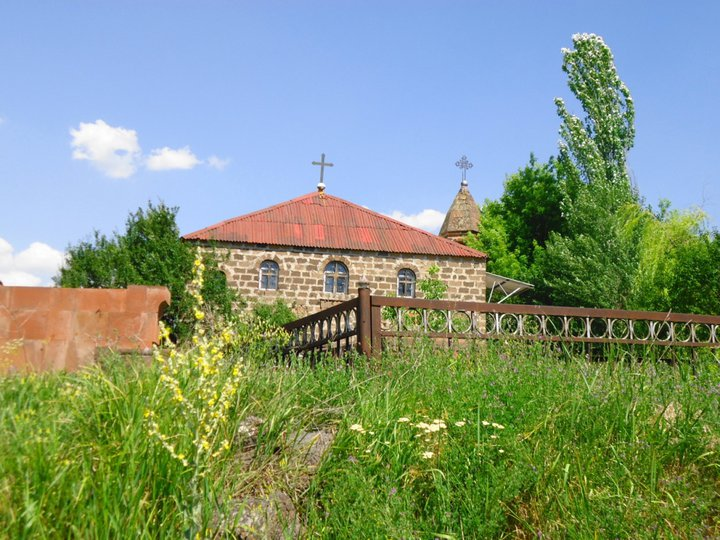
Surp Stepanos Church of ۱۸۵۱

## ورزش

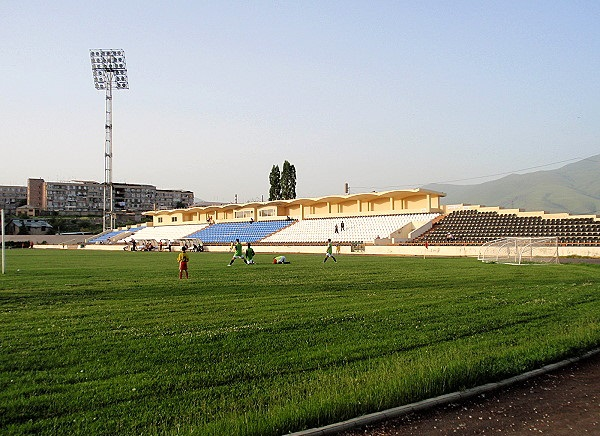
ورزشگاه شهر آبوویان

## خواهرخوانده
شهر ویوربن خواهرخواندهٔ آبوویان هست.
آبوویان به‌وسیله جاده و راه‌آهن پایتخت ارمنستان را با مناطق شمال شرقی پیوند می‌دهد و از شهرهای اقماری ایروان بشمار می‌آید. آبوویان را گاه «دروازه شمالی ایروان» هم می‌نامند.
در بخشی از این شهر پیشتر روستای الار قرار داشت که در سده ۱۳ میلادی از سوی ستپانوس اربلیان نام آن ذکر شده‌است.
از سال ۱۹۶۱ نام این روستا به بزرگداشت نویسنده ارمنی، خاچاطور آبوویان تغییر کرد و در سال ۱۹۶۳ این روستا تبدیل به شهر شد.
تفرجگاه آرزنی در ۶ کیلومتری این شهر قرار دارد.

## خواهر خواندگی
- ویلوربان[۵]

## نگارخانه

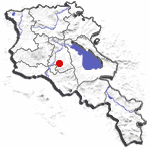
محل آبوویان در ارمنستان
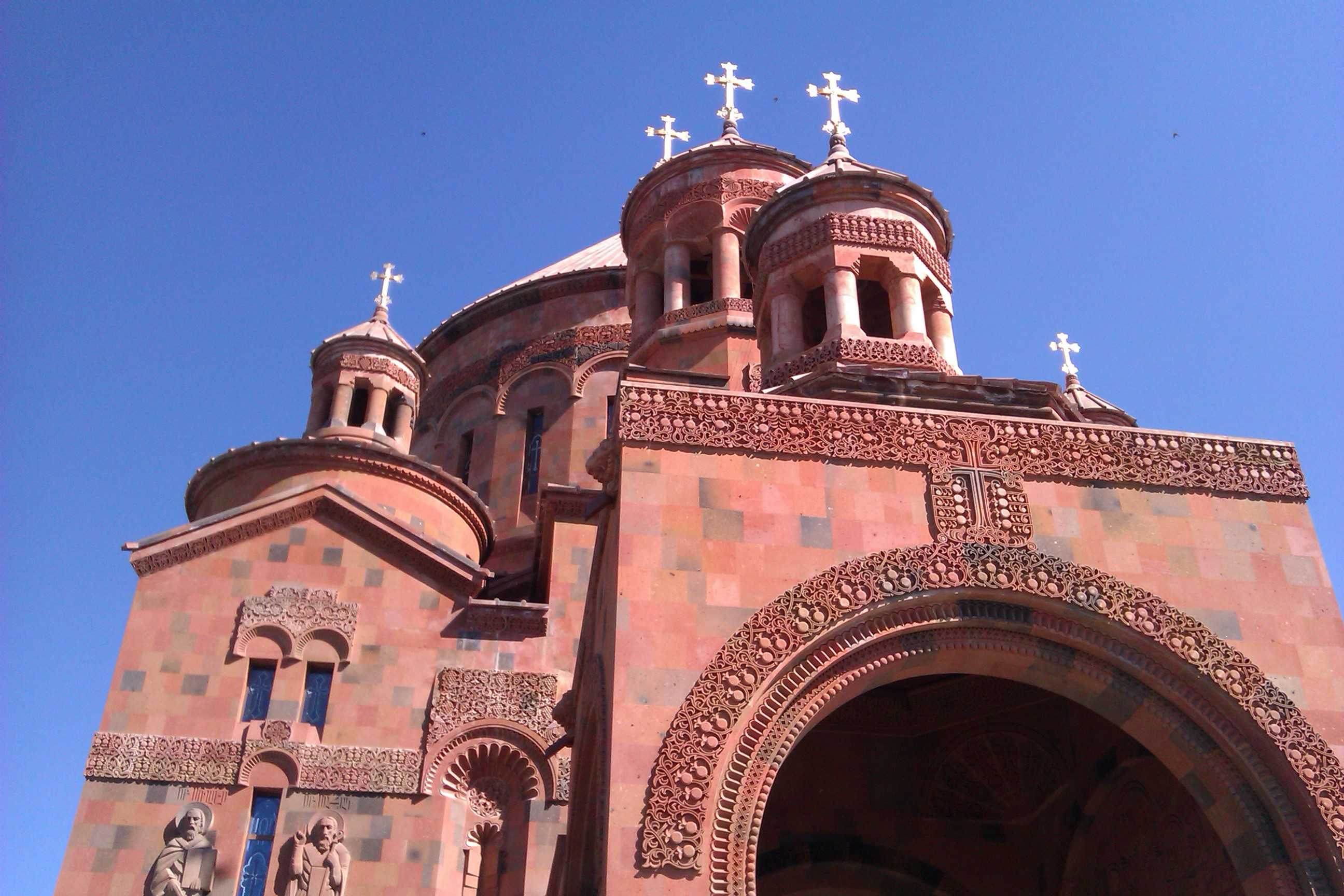
Surp Hovhannes church of Abovyan
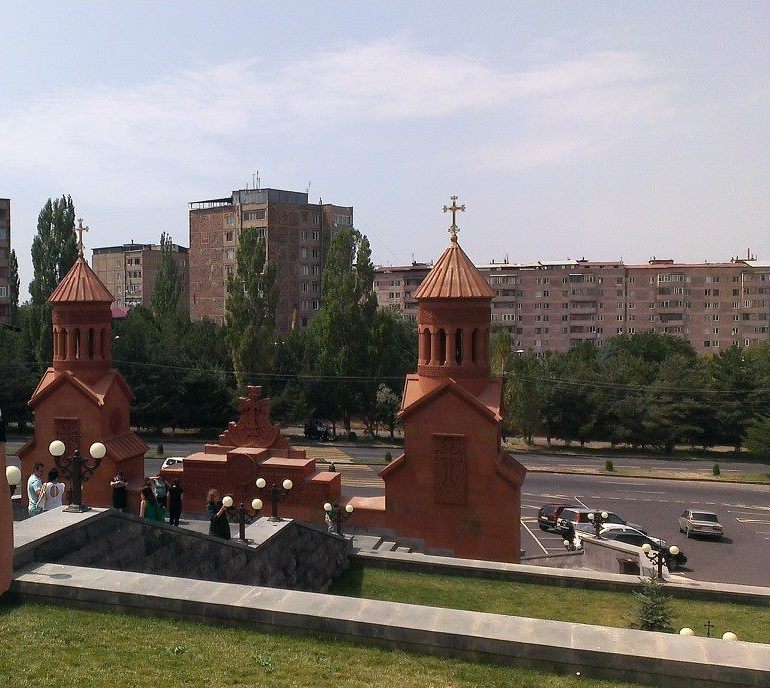
Rossiya street
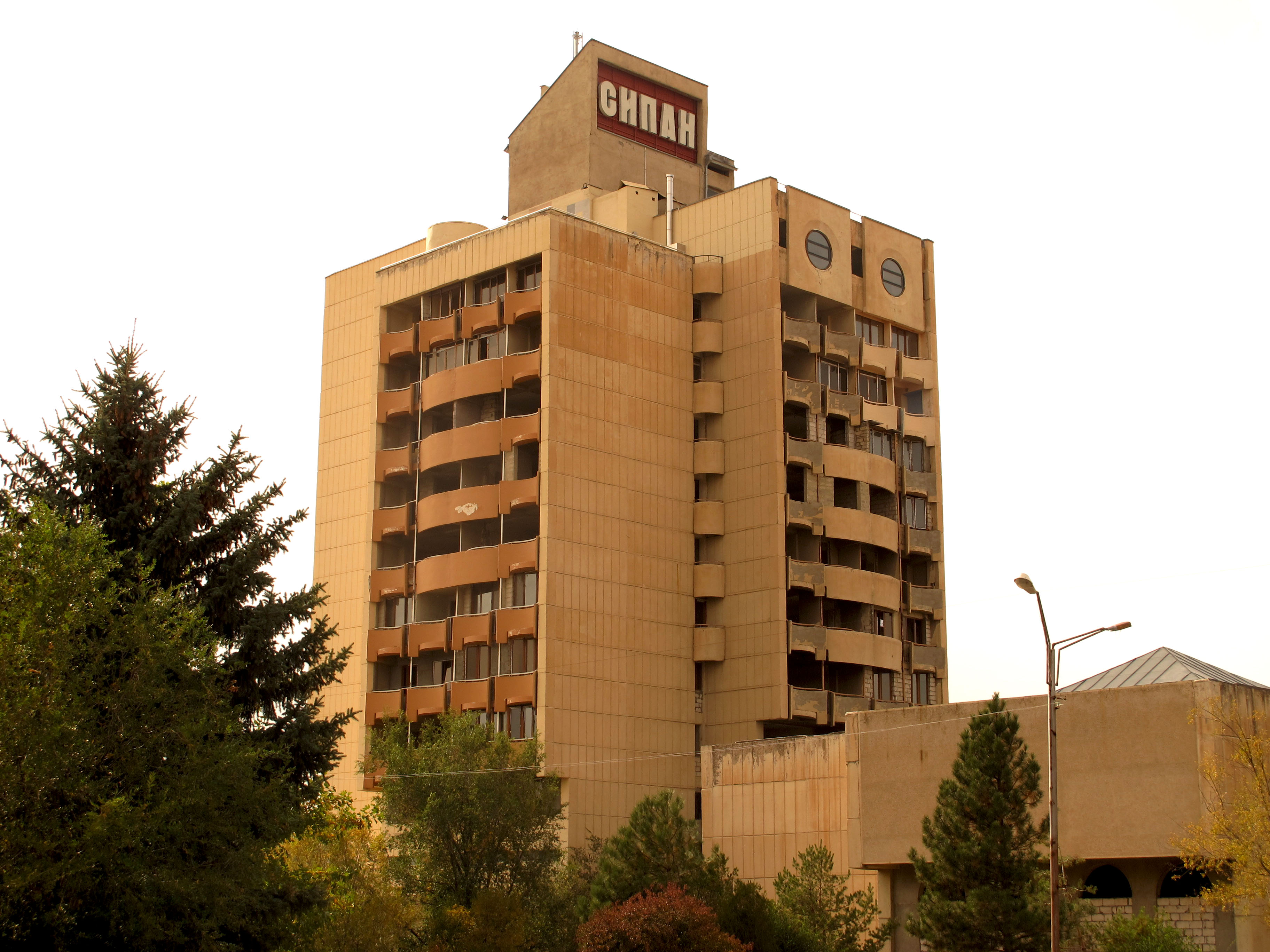
هتل سیپان
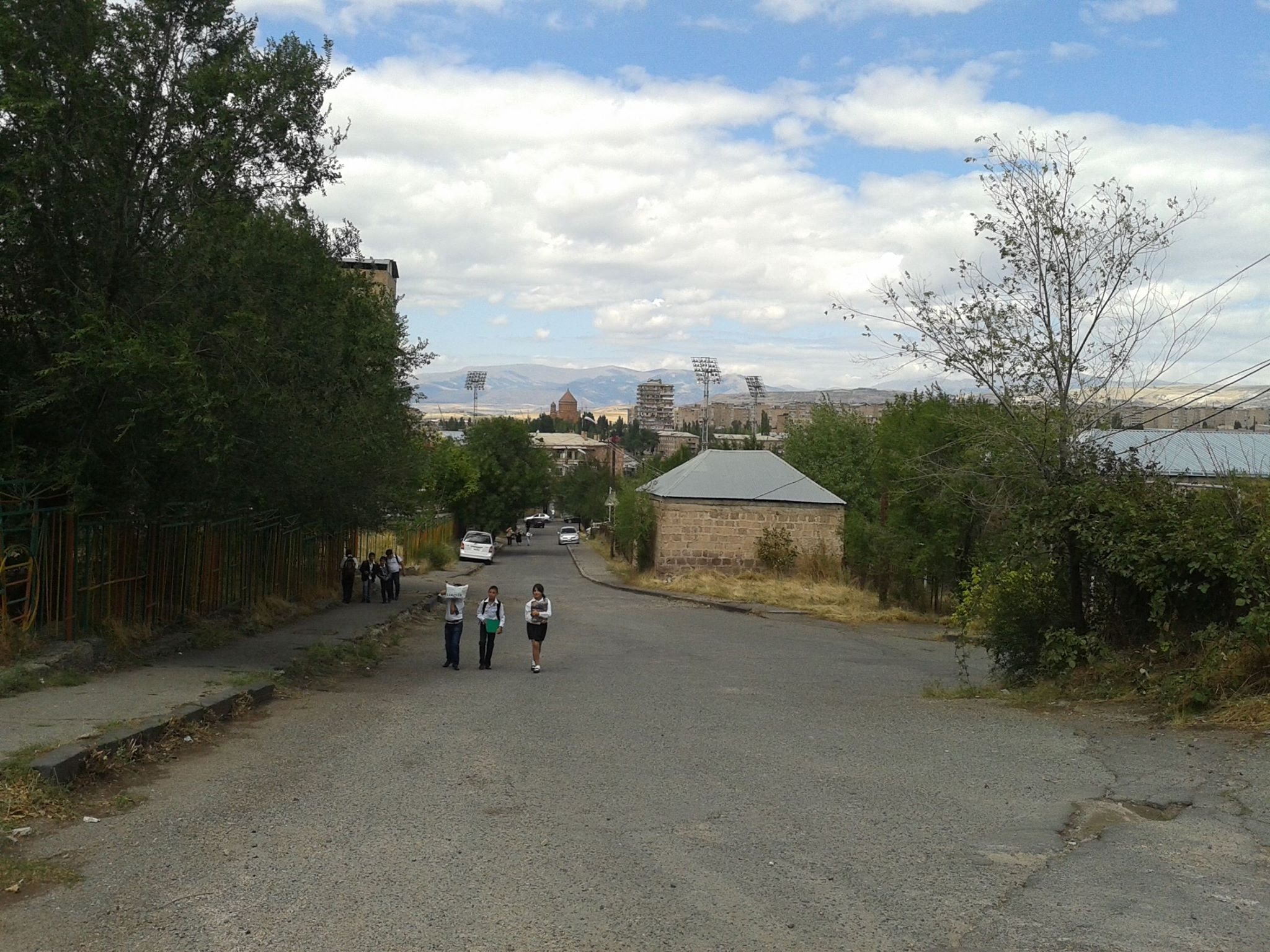
نمایی از شهر